# Christopher Wernitznig
Christopher „Wuschi“ Wernitznig (* 24. Februar 1990 in Villach) ist ein österreichischer Fußballspieler auf der Position eines Stürmers.

## Karriere
Wernitznig begann seine Karriere in der Jugendmannschaft des ATUS Nötsch in Kärnten, wo er 1997 mit dem Fußballspielen begann. 2004 wechselte er in die Jugendabteilung des SK Sturm Graz, den er bereits 2005 Richtung Villacher SV verließ. Bis 2007 war er bei den Villachern in der Jugend, ehe er in die erste Mannschaft geholt wurde.
Sein Debüt in einer ersten Mannschaft gab der linke Mittelfeldspieler am 25. Mai 2007 in der Kärntner Liga (vierthöchste österreichische Spielklasse) gegen den SC Landskron. Insgesamt kam er in seiner ersten Saison auf vier Einsätze und ein Tor. 2007/08 kam er in 30 Spielen auf 29 Einsätzen und erzielte vier Tore. Der VSV wurde Achter in der Endtabelle. In der darauffolgenden Saison wechselte Wernitznig eine Klasse höher und wurde in den Kader des SV Spittal/Drau geholt. Dort spielte der linke Mittelfeldspieler in der Regionalliga Mitte 20 Spiele und konnte einmal treffen. Danach kehrte er nach Villach zurück und spielte eineinhalb Saisonen beim VSV. Als er in der Herbstsaison 2010/11 in 16 Spielen zehn Tore erzielte, wurde er vom Bundesligaaufsteiger Wacker Innsbruck verpflichtet. Anfangs wurde er bei den Amateuren eingesetzt. Sein Debüt in der Bundesliga gab er am 16. April 2011 gegen Rapid Wien, als er in der 81. Minute für Thomas Bergmann eingewechselt wurde. Das Heimspiel wurde 0:3 verloren.
In der Saison 2011/12 war Wernitznig mit acht Treffern der torgefährlichste Spieler der Innsbrucker. Nach dem Abstieg von Wacker Innsbruck in der Saison 2013/14 wechselte Christopher Wernitznig zurück nach Kärnten und unterschrieb beim Wolfsberger AC einen Vertrag bis 2016. Gleich in seinem ersten Spiel für die „Wölfe“ konnte er gegen den FC Admira Wacker Mödling einen Doppelpack erzielen. Nach acht Jahren verließ er den WAC nach der Saison 2021/22 nach insgesamt 231 Bundesligaeinsätzen für die Wolfsberger und wechselte innerhalb der Bundesliga zum SK Austria Klagenfurt, bei dem er einen bis Juni 2024 laufenden Vertrag erhielt. Für Klagenfurt absolvierte er 87 Partien in der Bundesliga, aus der die Austria aber am Ende der Saison 2024/25 abstieg.
Wernitznig blieb dem Oberhaus dennoch erhalten und wechselte zur Saison 2025/26 zur SV Ried, bei der er einen bis 2026 laufenden Vertrag erhielt.